# Josef Breitenfelder
Josef Breitenfelder (* 15. März 1884 in Riegersburg, Niederösterreich; † 13. Dezember 1928 in Salzburg) war ein österreichischer Politiker (SDAP) und Werkmeister. Er war Abgeordneter zum Salzburger Landtag, Landtagspräsident und Landesrat in der Salzburger Landesregierung.  

## Ausbildung und Beruf
Breitenfelder besuchte die Volksschule in Retz und absolvierte danach eine Lehre als Schlosser, wobei er die Gewerbeschule in Wien besuchte. 1904 übersiedelte er nach Salzburg und trat dort in den Dienst der k. k. Staatsbahnen, wobei er von 1914 bis 1915 als Werkmeister beschäftigt war. Nach dem Ersten Weltkrieg übernahm er 1918 die Stelle des Leiters des Ernährungsamtes in Salzburg, 1920 wechselte er als Direktor zum Lebensmittelwerk Union in Salzburg, wo er bis 1926 beschäftigt war. 
Des Weiteren war er 1913 Aufsichtsrat des Lebensmittelmagazins der k. k. Staatsbahnen und bis 1924 Obmann des Lebensmittelmagazins der k. k. Staatsbahnen bzw. Österreichischen Bundesbahnen in Salzburg.

## Politik und Funktionen
Nachdem er 1904 der Sozialdemokratischen Partei in Itzling beigetreten war, stieg Breitenfelder zum Obmann dieser Ortsgruppe auf und gründete die SDAP-Bezirksorganisation Itzling 2. Er wirkte innerparteilich von 1909 bis 1928 als Mitglied der Landesparteivertretung der SDAP in Salzburg und wurde am 3. November 1918 Mitglied der Provisorischen Landesversammlung, der er bis zum 21. April 1919 angehörte. Des Weiteren war er vom 7. November 1918 bis zum 29. November 1918 kurzfristig Präsident-Stellvertreter der Provisorischen Landesversammlung. Breitenfelder gehörte ab dem 23. April auch dem regulären Salzburger Landtag an und vertrat die Sozialdemokratische Partei dort bis zum 13. Dezember 1928. Zwischen dem 18. Mai 1921 und dem 3. Mai 1922 hatte er zudem das Amt des Ersten Landtagspräsident-Stellvertreters inne. Zwischen dem 4. Mai 1922 und dem 13. Dezember 1928 hatte er als Präsident des Landtages das höchste Amt innerhalb des Salzburger Landtags inne. Des Weiteren war er vom 23. April 1919 bis zum 4. Mai 1922 Landesrat in der Salzburger Landesregierung und wirkte von 1922 bis 1927 als Klubobmann des sozialdemokratischen Landtagsklubs sowie von 1927 bis 1928 als stellvertretender Klubobmann im Landtag.
Breitenfelder engagierte sich zudem bei den Österreichischen Kinderfreunden, wobei er von 1921 bis 1928 Landesobmann der Salzburger Kinderfreunde war und zudem als Mitglied des Reichsvorstandes der Kinderfreunde fungierte. 1955 wurde im Salzburger Stadtteil Schallmoos eine Straße in Erinnerung an Josef Breitenfelder in Breitenfelderstraße benannt.